# 免疫分析
免疫分析（Immunoassay）又称免疫测定，是一种利用抗体或抗原对某种溶液中的大分子或小分子进行测量的生物化学实验技术，其本质是抗原-抗体的结合反应，当抗原遇到其相应的特异抗体时产生一系列的抗原-抗体反应，形成抗原-抗体结合物。饱和分析（saturation assay）是一种免疫分析，其为抗原和抗体反应达到结合与解离平衡且饱和状态下的（放射）免疫分析。
现今的免疫分析多使用“免疫标记分析技术”，可分为：放射物标记、酶标记、发光标记、荧光标记、金标记。将抗原或抗体标记后，利用与分析物产生的抗原-抗体反应，来侦测分析物的存在或多寡。当一定限量的抗体存在于反应体系中，体系中标记抗原与未标记抗原就与抗体发生竞争性结合，这种特异的竞争性抑制的数量关系就成为免疫分析的定量基础。
免疫分析既可以定性确认某种大分子或小分子是否存在于受测溶液中，也可以定量测量某种大分子或小分子在受测溶液中的浓度。